# 반코야키
반코야키(일본어: 萬古焼)는 일본 미에현 욧카이치시에서 주로 생산되는 얇고 단단한 도자기이다.